# مارک مک‌کانل
مارک مک‌کانل (انگلیسی: Mark McConnell؛ ۲۷ اوت ۱۹۶۱ – ۲۴ مهٔ ۲۰۱۲) موسیقی‌دان اهل ایالات متحده آمریکا بود. وی بین سال‌های ۱۹۸۶ تا ۲۰۱۲ میلادی فعالیت می‌کرد.